# Neanthes rubicunda
Neanthes rubicunda är en ringmaskart som först beskrevs av Ehlers 1868.  Neanthes rubicunda ingår i släktet Neanthes och familjen Nereididae. Inga underarter finns listade i Catalogue of Life.